# 陈大光
陈大光（發音：[t͡ɕən˨˩ ʔɗaːj˧˨ʔ kwaːŋ˧˧]；1956年10月12日—2018年9月21日），曾是越南共产党主要领导人之一，第十届至十二届中央委员，第十一届、十二届中央政治局委员，党内地位在時任总书记阮富仲之后，位列第二。生前担任越南国家主席，曾任越南公安部副部长、部长，拥有公安大将军衔，也是第十三和十四届越南国会代表。

## 生平

### 早年
1956年10月12日，陈大光出生于越南北部宁平省，拥有博士学位和教授职称。1972年7月进入人民警察学校当学员，1972年10月在越南内务部（现公安部）外语文化学校当学员。1975年10月任内务部政治保卫一局干部，1978年12月任内务部政治保卫二局干部。1982年9月任内务部政治保卫局业务处副处长，1981年到1986年在越南安全大学学习。
1987年6月任内务部政治保卫2局参谋处与业务处处长，在阮爱国学院学习高级理论。1990年6月任安全参谋局副书记、副局长，安全总局主管安全参谋局副局长，1991年到1994年在河内法律大学学习。1996年9月任安全总局常委会书记、安全参谋局局长，1994年到1997年在胡志明国家政治学院读研究生。

### 公安部
2000年10月任公安部安全局党副书记，副局长，2003年授予人民公安少将军衔、副教授。2006年4月授予人民公安中将军衔，公安部党委常务委员、副部长，2009年授予教授职称。
2011年1月19日，在越南共产党第十一次全国代表大会上当选中央政治局委员。同年8月3日任公安部部长、党委书记。2011年12月5日授予人民公安上将军衔，2012年12月29日授予人民公安大将军衔，2015年5月任越南中央军委常委。

### 国家主席
2016年3月12日，陈大光获得越南共产党第十二届中央委会提名，参选越南社会主义共和国主席，同年4月2日得到為481張有效選票中的452張選票，获得越南国会通过任命。7月25日，第十四屆越南國會第一次會議召開全體會議，正式選舉陳大光為越南國家主席，任期五年。
越南共产党第十届、十一届、十二届中央委员，十一届、十二届政治局委员，十三届和十四屆国会代表。

### 逝世
2018年9月19日，陈大光出席两场公开活动；之后于9月21日10时05分，在越南108军队中央医院病逝，享年62岁。越南中央高层领导健康照顾处处长阮国赵表示，陈大光于2017年患上了罕见的严重病毒性疾病，且没有药物能够彻底治愈这种疾病。在陈大光去世前，已有关于其健康状况的传闻。按照越南宪法，国家副主席邓氏玉盛暂时代行主席职责，直到新任国家主席阮富仲就任为止。2018年9月27日越南政府舉行國葬，靈柩長眠於家鄉寧平省金山縣。
陈大光之弟陈国祖自2020年亦开始出任越南公安部副部长。